# Родина Зубкових
Марія (1911—1982) та Василь Зубкови (1895—1968) — подружжя із міста Дніпро. Під час Голокосту вони врятували та вдочерили неповнолітню Неллі Львівну Гордон. Яд Вашем посмертно вшанував подружжя почесним званням Праведників народів світу 1998 року.
Василь Зубков працював візником, його дружина була домогосподаркою, подружжя було бездітним і бажало всиновити дитину.
14 жовтня 9-річна Неллі Гордон залишилася без опіки після загибелі рідних тітки та дідуся, які були розстріляні в Довгій балці, на території Ботанічного саду. Згідно з її спогадами, дівчину штовхнув у яр її дідусь, захистивши від куль, отямившись, вона вибралася з заповненої тілами та присипаної землею ями. Неллі мала каштанове волосся та світлі очі, тому німецький офіцер, що виявив її на місці розстрілів, повірив розказаній дівчиною історії та відпустив. Неллі прийшла на подвір'я своїх загиблих родичів і звернулась до знайомої, пані Анастасії. Та, маючи двох власних, не могла утримувати ще одну дитину і попросила прийняти дитину інших сусідів, Зубкових, які погодилися, попри смертельний ризик, пов'язаний з наданням притулку єврейці.
Через два місяці на Зубкових був здійснений донос. Оскільки вони не могли надати жодних документів, що засвідчували б особу дівчинки, Неллі була заарештована. Кілька тижнів вона провела у в'язниці, поки Василь Зубков не здобув фальшиві документи, що підтверджували родинні зв'язки між Неллі та подружжям. Після цього Зубкови офіційно її вдочерили та забезпечили спокійне життя до кінця окупації.
Навесні 1945 року Неллі встановила зв'язки з родичами з допомогою лікарки, яка поширювала в громаді інформацію про врятовану дівчинку. За нею прибув батько, гірничий інженер з Горлівки, мобілізований у перші дні війни.
Неллі (у шлюбі Ципіна) підтримувала стосунки зі своїми рятівниками до їх смерті. А 1998 року за її заявою Яд Вашем надав подружжю звання Праведники народів світу.
На їх честь 2019 року названа одна з вулиць Дніпра. Родині Зубкових присвячений епізод документального фільму Праведники.